# Ronneburg, Greiz
Ronneburg là một thị xã in the huyện Greiz, ở bang Thüringen, Đức. Đô thị này có diện tích 19,18 km², dân số thời điểm ngày 31 tháng 12 năm 2006 là 5410 người. Đô thị này tọa lạc 7 km east of Gera.